# 超越瞑想
超越瞑想（ちょうえつめいそう、英：Transcendental Meditation トランセンデンタル・メディテーション、略称：TM）は、インド人のマハリシ・マヘーシュ・ヨーギーによって1950年代に知られるようになった、ヴェーダに由来するマントラ瞑想法である。その思想や1958年に始まった普及活動、普及組織も含めて指す場合もある。この瞑想法では、毎日2回、マントラ（真言。静かに復唱する単語、音、または語句）を15～20分間心の中で唱えて、心を静め、徐々に神経活動を抑え、意識を深みに導くことで、開放された気づきの状態、最高の境地、純粋意識に達することを目的とする。マハリシ財団関連組織で教育を受けたTM教師による直接の伝授を原則とするため、内容の詳細は公開されていない。超越瞑想には非宗教的な側面と宗教的な側面がある。リラクセーション法としての実践・研究も広く行われてきた。信奉者たちは、超越瞑想の成果として地上天国が実現すると考えている。

## 概要
超越瞑想は、心の中でマントラを唱えて行う瞑想法である。マハリシや超越瞑想のテキストでは、何千年も昔から伝承されてきた瞑想法で、ヴェーダに始まり、シャンカラへ、そしてマハリシの恩師であるシャンカラ・アーチャーリヤ（ヒンドゥー教シャンカラ派の僧院の長）スワミ・ブラフマナンダ・サラスワティ（1868年 - 1953年）に伝えられた教えであると説明されている。マハリシはヴェーダの教えを、西洋人にも理解しやすい形で、科学的な言葉を使って要約し紹介した。
マハリシ・マヘーシュ・ヨーギーはサラスワティの弟子で、師が他の弟子をアシュラムの後継者に指名し亡くなった後、「インド霊性復興運動」を設立し1955年から思想を説き瞑想の指導を行った。1958～1965年に普及のための世界ツアーを行い、1961年にイギリスの経済科学協会のリーダーであるレオン・マクラーレンの援助でロンドンで最初の集会を行った。マハリシとマクラーレンはのちに仲違いしたが、マハリシはマクラーレンによって世の中に出るチャンスを得た。1970年代には、アメリカにマハリシ国際大学（Maharishi International University、現マハリシ経営大学）が設立され、教育機関が世界中に拡大した。この時代にビートルズなど多くの著名人、セレブが超越瞑想を学んだといわれており、サブカルチャーに与えた影響は大きい。フラワームーブメントの時期のミュージシャンに大きな影響を与えたことが知られており、60年代のヒッピーの間では、「瞑想」や「禅」は薬物を使用せずに同様のサイケデリック体験ができるテクニックとして捉えられていた。ヒッピーに「精神拡張」、いわゆる「知覚の扉を開く」ための方法として愛好され、中でも超越瞑想が最も「効く」とロック系のメディアで語られ、ロックを愛好する若者の間で知られていた。日本でも、ビジネス向けに導入される前に、ロック好きの若者の間で知られていた。
超越瞑想は、ビジネスマンや学生に自己開発の技術として支持され、アメリカの学校や企業、軍隊、ブラジルの警察 で活用されたこともある。日本では1980年代半ばに京セラに導入され、その後トヨタ自動車や住友重機械工業、NECなどに顧客を広げ、100以上の企業に福利厚生として導入されていたという超越瞑想の支持者の見解もある。超越瞑想は世界中に普及しており、その効果を支持する意見は一定数存在し、学校で超越瞑想を教える資金を集めるためにデヴィッド・リンチ財団を設立したデヴィッド・リンチなど、普及を行う著名人の熱烈な支持者もいる。
使うマントラ（真言）は、TM教師が個人面談し、個人の属性により一定のルールにしたがって適したものを選ぶ（そのため、すべての生徒のマントラが異なっているわけではない）。マントラは、意味のない言葉であるともいわれるが、ヴェーダの一節 やヒンズー教の神の名にほかならないともいわれる。1回の瞑想の時間は15分から20分。朝と夕方に1日2回、楽な姿勢で座り、目を閉じてマントラを心の中で唱えて瞑想する。楽な姿勢であれば、どのように座ってもよい。マハリシは、超越瞑想では心をコントロールしたり、集中させることは一切しないと説明している。非常に簡便な瞑想であるといわれるが、実際は様々な段階があり、徐々にレベルアップする。レベルは７段階に分かれている。上位プログラムとして「TMシディ・プログラム」があり、これには空中浮揚とも呼ばれる「ヨーガ飛行」（ヨーガのフライング）が含まれている。大正大学文学部教授の星川啓慈は、最も簡便な超越瞑想を疲労回復に実践しているが、疲労やストレスをとるのに相当の効果があると述べている。ただし、効果は人によって異なり、効果が自覚できなかったり、効果がないとしてやめる人も少なくないとも述べている。その霊性を大衆レベルまで引き下げて提示しているが、儀式に参加していないものに修行の詳細が公開されることはない。マハリシ財団が認定するTM教師の資格を持つ指導者から直接学ぶ必要があるとされ、書籍や映像での学習は行われない。TM教師はマハリシ財団関連組織で教育を受け、そのコースは2015年時点では5ヶ月である。
マントラと瞑想の結びつきは「科学的テクニック」とされ、「創造的知性の科学」と呼ばれる。これによって潜在能力が開発され、活力、知性、充足感が引き出され、思考を「超越」するにまで至るという。マハリシは、「超越」とは心が想念を超越すること、心を内側に向けて想念を越え、意識的な心を越えて純粋意識を体験することであり、純粋意識は絶対的な至福意識で、まったく変化がなく永遠であると述べている。超越瞑想の「その最終目標は神実現」、自らの内にある＜神＞の価値に気付くこと、神意識に達することであるとされる。
超越瞑想を行うことで、より高次の意識が育まれ、運がよくなる（自然の支援を受ける、と表現される）という。グループで行うと、非常に強力な同調用を促して、環境に調和と肯定性の影響が生み出す（世界がより良くなる）という。ある都市または国家の1％以上が超越瞑想を行うと（超越すると）、犯罪の減少、穀物の収穫量の増加などの社会へのよい影響「マハリシ効果」があることが統計的に示されているとしているが、因果関係は証明されておらず、チェリー・ピッキングや盲信、データのねつ造が指摘されている。
超越瞑想は、広範囲にわたって効果が研究されてきた瞑想法の一つであり、1970年代の最初の研究以来、350以上もの研究論文が科学誌に掲載されてきた。補完・代替医療（補完的健康アプローチ）としても注目され、アメリカ国立衛生研究所からの助成金を受けて、不安感・高血圧・心臓発作・脳卒中などに関する超越瞑想の研究が行われている。超越瞑想の団体では、超越瞑想の効果が科学的根拠に基づくことが主張されているが、従来の研究は支持者によるものが中心で、その研究方法と結果の妥当性に疑問がもたれている。（とはいえ、瞑想実践の意義が否定されているわけではない。）超越瞑想を始めとする瞑想療法は、健康な人には安全であると考えられているが、特定の精神疾患を持つ人が行った場合、稀に症状を引き起こし悪化させることが報告されている。この問題については十分な研究がなされておらず、超越瞑想のリスクや副作用が言及されることは少ないが、精神疾患がある場合は超越瞑想を行う前に医師に相談する必要がある。
TM運動（超越瞑想の普及運動）は、精神的運動、新しい社会的運動とも呼ばれ、宗教であるという見解もあるが、普及団体や支持者の多くは宗教ではないと主張しており、しばしば議論の的になっている。この論争では、「宗教」の定義が問題になる。学者のほとんどは宗教であると認識しており、星川啓慈は「古代インドの宗教（とりわけヒンドゥー教）と密接な関連を持っていることには、なんらの疑いもない」と述べている。超越瞑想の重要なテキスト『超越瞑想入門』では宗教的コスモロジーが示されており、占星術（ジョーティシュ・ヤギャ、ジョーティシュ・コンサルテーション）が大きな役割を持つ。科学で偽装した宗教であるという学者の批判も少なくない。一方、超越瞑想の団体は現在、超越瞑想は宗教ではなく、心と体をリラックスさせるテクニックであると主張しており、そう捉える人も多く存在する。超越瞑想には教義や哲学はないと主張されており、1日2回瞑想すること以外は、生活スタイル、行動、考え方を変えるように求められることはないという。生活の改善は自然と起こり、懐疑的であったとしても、瞑想を行えばその効果は等しく現れるという。
アメリカでは、超越瞑想のテクニックとその理論面である「創造的知性の科学」を公教育に導入することが政教分離の原則に反するとして裁判が行われ、1979年に敗訴している。最近は、超越瞑想の学校導入に反対する声は少なくなっているという意見もあり、民間の資金によって、アメリカの18の学校が超越瞑想を取り入れている。
超越瞑想は、理論面である「創造的知性の科学」、独自のアーユルヴェーダを含むマハリシ・ヴェーダ健康法、インド占星術、インド風水（マハリシ・ヴァーストゥ）、ヨーガなどと共に世界中で教えられている。関連組織は、超越瞑想の普及・教育を行う組織、企業に提供する組織、アーユルヴェーダ製品の製造・販売会社、金融会社、不動産ディベロッパー、再生可能エネルギーや持続可能な農業を推進する団体 などがあり、関連サービス・関連商品を提供する巨大組織に成長している。アメリカのアイオア州には、マハリシ・ヴェーディック・シティという超越瞑想の団体による巨大なモデル都市がある。理想の世界の実現を目指し、政治活動も活発に行っていた。
超越瞑想法は、マハリシ財団（Maharishi Foundation Ltd.）の登録商標であり、特許化がなされている。

## 実践者数
超越瞑想は、マントラを授けてもらう儀式の後、雑誌「ユートピア」を購読する会員になることが義務付けられているので、普及団体（マハリシ総合研究所）は入会者数を正確に把握している。しかし、効果がなければいつでも脱会でき、宣伝されたような効果を感じられないという批判もあるため、入会者数と実践者数は一致するわけではなく、正確な実践者数を把握することはむずかしい。
アメリカでは、ベインブリッジとジャクソンの研究によれば、入会者数（実践者数ではない）は1966年には約1000人、1976年には約87万人で、以降の伸び率は鈍化している。1977年には、世界中で90万人 の人が超越瞑想を学び、1980年代までには100万人が学んだといわれる 。近年は500万人に達すると推定する意見もある。星川は、1993年現在で実践者数は400万人とされ、全体の半数をアメリカ人が占めているが、アメリカ人の実践者は200万人よりかなり少ないだろうし、全体も400万人よりかなり少ないだろうと述べている。実践者は300万人程であるとも言われる。

## 歴史

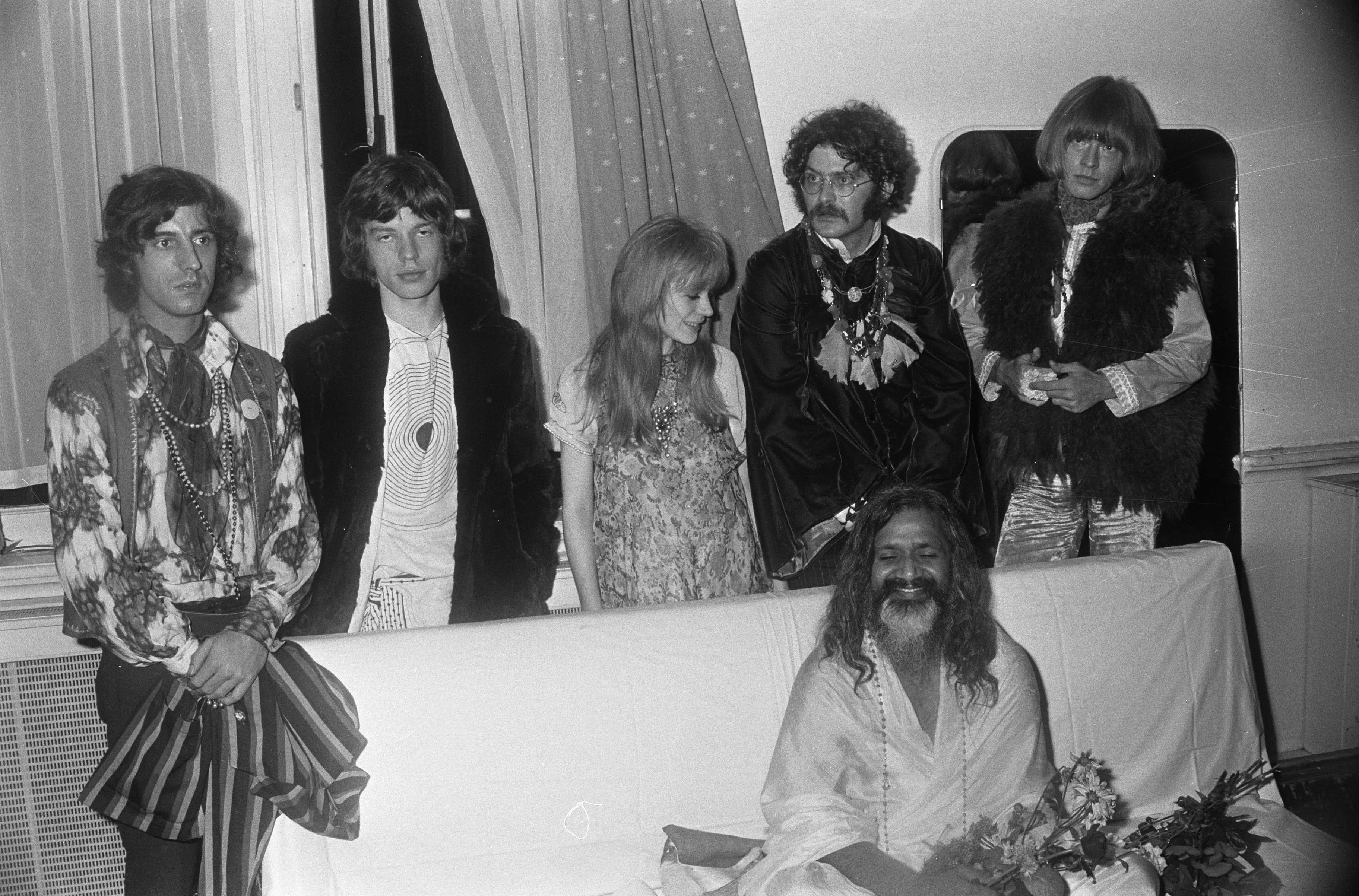
マハリシ・マヘーシュ・ヨーギーとミック・ジャガー他、1967年

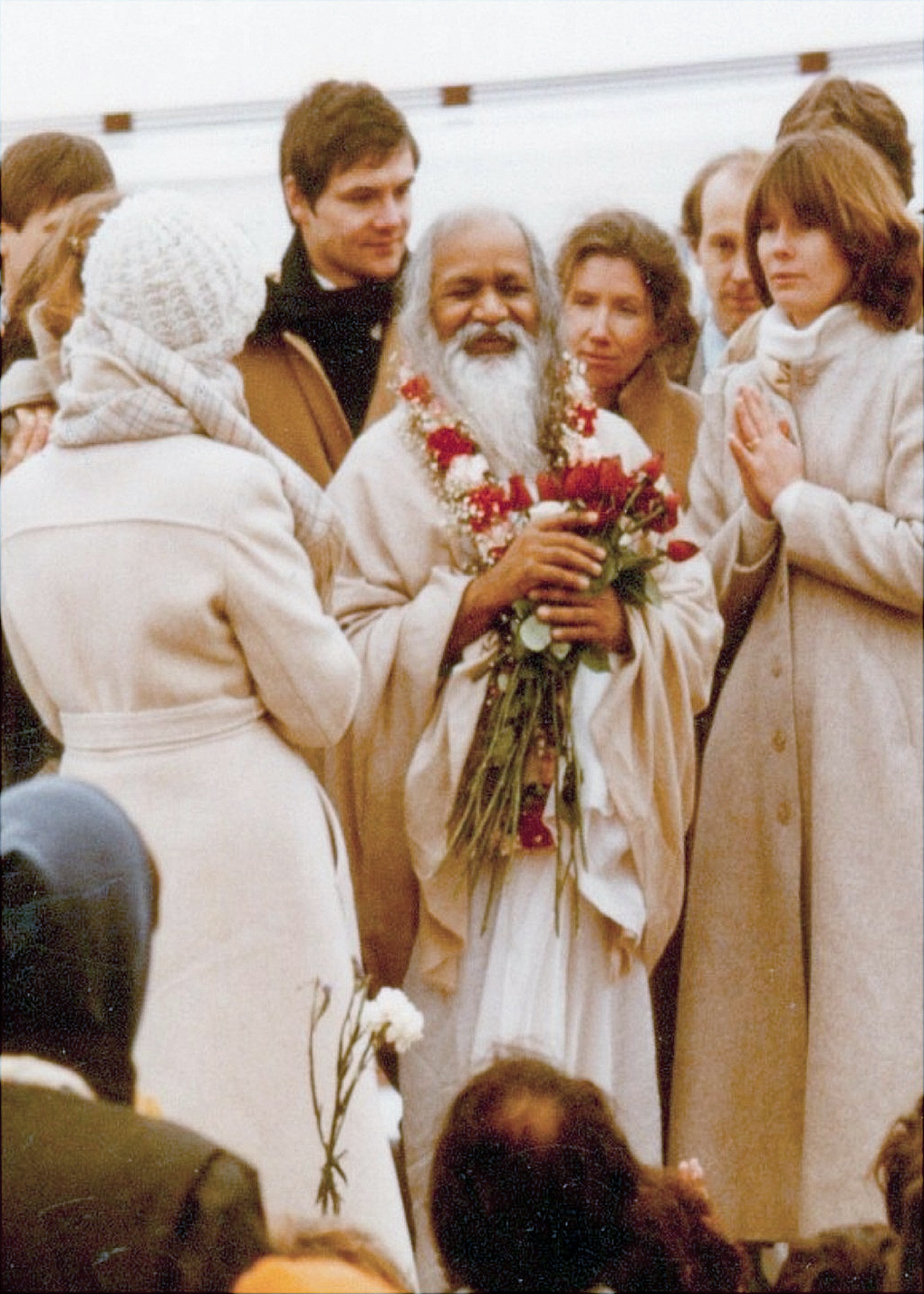
マハリシ経営大学を訪問するマハリシ・マヘーシュ・ヨーギー、1979年

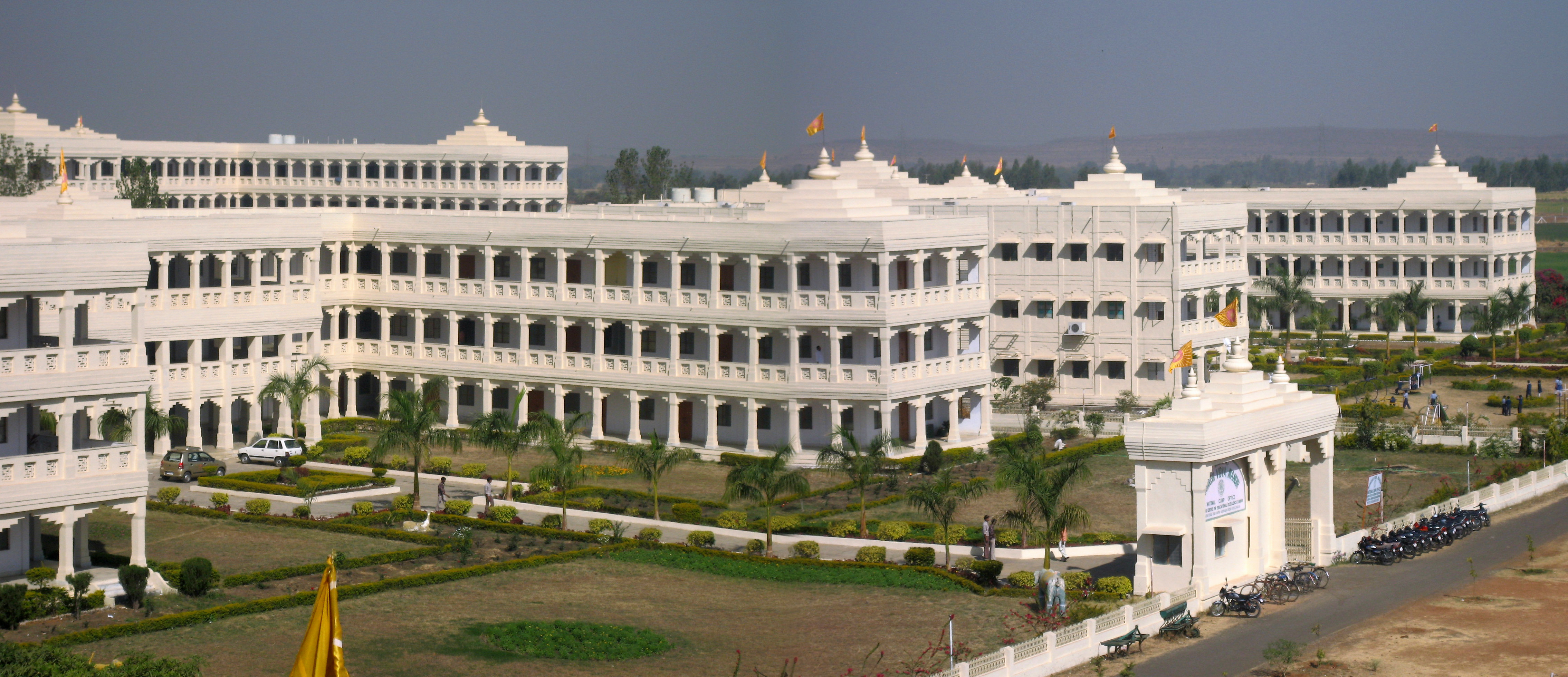
Maharishi Centre for Educational Excellence、インドのボーパール。マハリシ・ヴァーストゥ（インド風水、マハリシ・スターパティア・ヴェーダ）に沿って建てられた。

超越瞑想を世界に広める運動（TM運動）は、ヒンドゥー教のグル であったインド人マハリシ・マヘーシュ・ヨーギーによって始められ、彼が2008年に亡くなった後も続いている。その瞑想のテクニックは、マハリシが師であるヒンドゥー教シャンカラ派のグル、スワミ・ブラフマナンダ・サラスワティ（1868年 - 1953年）から学んだものであるという。パタンジャリの『ヨーガ・スートラ』（紀元前2世紀）の系統に立つ失われていた瞑想の様式で、「現代の世界で利用できる瞑想法のなかで、最も歴史が古い」と主張されている。サラスワティは、インドの元大統領で偉大な哲学者サルヴパッリー・ラーダークリシュナンが「ヴェーダーンタの化身」と称した大家で、グル・デヴァと呼ばれ尊敬を集めた人物である。その思想は、バラモン教（ヒンズー教）ヴェーダーンタ学派において、ウパニシャッドの梵我一如思想を徹底し、ブラフマンのみが実在するという不二一元論（アドヴァイタ、非二元性）の哲学を強化したシャンカラ（8世紀）に連なる。マハリシはサラスワティのもとで13年間修行した。
マハリシはサラスワティに学んだ瞑想を、超越的な深い瞑想（Transcendental Deep Meditation）と呼び、後に超越瞑想（Transcendental Meditation、超越的瞑想）と改名した。1955年に、マハリシはインドの伝統的な瞑想のテクニックを教え始めた。当初は無名であり、なかなか普及しなかった。1958年にマドラスで「精神復活運動」（Spiritual Regeneration Movement:SRM）本部を設立し、そのテクニックをより多くの人々に教えるために世界ツアーを始めた。1960年代から70年代にかけて、ビートルズやローリング・ストーンズのメンバーなどの著名人が超越瞑想を支持したり、超越瞑想の有効性が科学的に実証されているという主張によって 、1960年代以降 超越瞑想の人気が高まった。体の自然治癒力が活性化され、完全な健康・不死性が得られ、潜在能力が開発され、空中浮遊（空中浮揚）、不可視性（透明になる）などの超能力が得られるという意見もあり、当初は空中浮遊によって拡大した。
フィリピンのマルコス大統領はTMのコンサルタントを雇ったが、その16か月後に亡命した。1988年のアルメニア地震の後、超越瞑想はソ連で流行し、実践者たちは超越瞑想の行法がアルメニア全域の「団結と安定」に役立つと述べた。インドの宗教者・神秘思想家のバグワン・シュリ・ラジニーシ（オショー）は、マハリシの「まやかし」を信用しないようゴルバチョフに警告し、マルコス前大統領の件を教えた。
マハリシの後継者として、レバノン人の生理学・医学博士トニー・ネイダー（世界平和のグローバルカントリー国王、マハリシ公開大学の学長）が知られる。トニー・ネイダーは、ヴェーダとヴェーダ文献に表れた自然法の基本構造と、人間の生理の基本構造との間に、正確な対応関係があることを科学的に明らかにしたとされている。この自然法を奉じる政治団体として、アメリカ、カナダをはじめとする各国で自然法党という政党が活動していた。
日本では、1980年代に、アメリカのビジネス界での流行と並行する形で、財界・政界などの勝ち組ビジネスマン向けと思しき形でマーケティングが行われたが、元々日本では、60年代のヒッピーカルチャーで流行していた瞑想によるサイケデリック体験に憧れを抱くロック少年少女たちの間で知られていたこともあり、マーケティングの対象ではなかった彼らの興味を引き、二極化した形で流行した。

### 超越瞑想への批判と賞賛
超越瞑想は、過去60年間に賞賛されたり、批判されたりしてきた。アメリカの世論調査によると、1970年代後半にはアメリカ人の4％が超越瞑想を行っていたが、その後超越瞑想の人気は揺らいできて、カルト的なものではないかと思われ始めた。宗教者サイドからの批判もあり、インドの宗教者・神秘思想家のバグワン・シュリ・ラジニーシは、マントラを繰返す超越瞑想は、いわば音の鎮痛剤、自己催眠であり、実践者を少しリラックスさせ、不眠症の改善などには役に立つだろうが、瞑想ではなく、実践者に変容をもたらすことはないと批判した。1979年には、ニュージャージー州で超越瞑想を公教育に導入されたが、これが政教分離の原則に反するとして裁判が行われ、敗訴している。（参照：#アメリカの公教育への導入）この時点で公教育への正式な導入は阻まれている。
その後、2005年に学校教育への超越瞑想が普及を目指し、映画監督のデヴィッド・リンチによりデヴィッド・リンチ財団が設立された。リンチ財団は、同財団からの助成金を受けて、2008年までにアメリカだけでも2000人以上の教師と生徒が超越瞑想を学んだと報告している。それと同時に超越瞑想の学校導入に反対する声も高まり、2008年9月のニューズウィークでは、アメリカの公立校での「超越瞑想」実施の是非をめぐり、全米で議論が沸騰していると伝えられた。生徒の保護者の一部とキリスト教系のNPOは、超越瞑想の公教育への導入は政教分離の原則に反すると抗議した。
それに対して、超越瞑想を支持する人々は、超越瞑想は宗教ではなく、科学的に効果が実証されたリラクセーション法であると主張している。（彼らはその主張を正当化するために、最近の研究をあえて無視しているという指摘もある。）科学的根拠のあるストレス解消法と考え歓迎する親もいたため、その後も超越瞑想は一部の学校で行われた。アメリカでは、2015年時点で18の学校が超越瞑想を採用しており、教育への導入に反対する意見は依然としてあるが、最近では学校導入に反対する声も少なくなったという意見もある。
学校以外にも、デヴィッド・リンチ財団は、刑務所、退役軍人、HIV患者に超越瞑想を提供しており（参照：#導入事例）、一部の著名人がはそうした活動を支援している。「フォーブス」Web版の外部ライター（Contributor） のAlice G. Waltonは、2015年4月のWeb版の記事で、現状について「以前は超越瞑想をカルトと関連づける人もいたが、この10年で、超越瞑想は人々の敬意と賞賛を取り戻した」と評した。
また、マハリシは多様な顧客にアピールするために、それぞれに合わせて多数の団体を設立した。こういったマーケティング手法により、超越瞑想運動は「商業化された社会運動」とも呼ばれた。

## 理論
マハリシは、瞑想中に体験するのは、全宇宙を制御し支配している自然法の内側の仕組みであり、超越瞑想で悟りへと至る至高の知識はインドのヴェーダーンタの知識であると述べている。超越瞑想では、意識には7つの状態があるとされる。通常の、起きている、夢を見ている、眠っている、の3つの意識状態があり、これは相対的な意識の状態であるとされる。そして、4番目の意識として、3つの相対的意識状態全ての源でありそれを超越する純粋意識の体験があり、体は深く休息しながら心は目覚めて明敏な状態になり、超越瞑想で体験できるという。被造物のもっとも精妙な領域を超越すると、超越的で神聖な絶対の至福が直接自覚され、心が完全にそれと一体になるという。この目覚めの意識と純粋意識というふたつの意識状態を同時に生きる状態が、5番目の意識状態であり、純粋意識、「真我」の状態、完全な自覚、永遠の生命、完全な自覚であるとされ、宇宙意識と呼ばれる。これらの悟りから、内側の自己が絶対であり、外側の世界が相対であるという関係を悟り、この関係を確立したとき、創造主を悟るために立ち上がり、創造主を悟ると、さらに創造主と内なる自己の関係を確立しようとする。絶対と至福の相対を同時に生きるようになると、この関係がわかり、本質的に同じものであると気づく。この状態が第6の意識であり、神意識であるとしている。宇宙意識に達すると、ヨーガすなわち「合一」は完成し、この状態が献身を通して洗練され、その状態をしばらく生きると、献身は至高の知識である第7の意識統一意識の中に成就を見出すという。マハリシは、神という言葉がこれだけ長くつかわれてきたということは、この言葉が無意味ではない理由があり、人間はもし望むなら統一意識へと到達することができるということを意味しているという。人間は最高に成長すれば、あらゆることが楽になり、自然の支援を受け、あらゆる想念が実現し、あらゆることを楽しむことができ、人はそのようなレベルで人生を楽しむべきであると述べている。

## 社会学的分類
TM運動は様々な特徴をもっており、精神的運動、新しい社会的運動と呼ばれる一方、宗教と呼ばれることもある。
超越瞑想側は、超越瞑想は宗教ではないと主張している。実践するために何かを信仰したり、特定の信念を持ったりする必要はなく、意識を扱うテクニックであり、自己実現を促す方法であると述べている。マハリシは、「神経系を強化し正常に働かせるための簡単で自然な技術」であり、家庭人は向かないラージャ・ヨーガ（沈思黙考によって悟りに至る道、古典ヨーガ）と異なり、家庭人でも資質によらず機械的に悟りに至ることができる道、悟りへの王道であると述べている。
超越瞑想の団体は、普及運動の初期には宗教的な団体として公に登録されていたが、現在では宗教と関連付けられることを嫌っており、超越瞑想は科学的に効果が実証されたテクニックであると主張されている。一方、超越瞑想は非宗教的な治療的瞑想と言えるかどうかが問題になる程度に伝統的な宗教の条件を備えており、ほとんどの学問的評価では宗教運動の一つと考えられている。超越瞑想の組織は「超越瞑想教会」と訳されることもある。ランカスター大学教授クリストファー・パートリッジは、自著『現代世界宗教事典』の「インドの宗教起源の新宗教、セクト、代替スピリチュアリティ」の章で超越瞑想を取り上げており、クリシュナ意識国際協会による「ハレ・クリシュナ」運動などと同じく、インド・ヒンズー教の流れを汲む運動である。
超越瞑想がセクトまたはカルトに含まれるかについては意見が分かれている。（セクト、カルトという言葉の定義自体にも議論がある。）元々普及組織は精神復興運動（SRM）を名乗っており、人間性回復運動の1つともいわれる。法学者の大石眞は、キリスト教的なセクトが持っていた社会的な性格は持たず、いわば個人の自己実現に力点を置いていると述べている。1990年に出版された「Cults: The Battle for God」の中で、著者のハリソン・シャーリーは、様々な宗教や精神的運動に関わる人々と直接会い、それらの組織について調査した結果、「カルトの監視人達によって定義される『カルトの特徴』は、超越瞑想には全く見られなかった」と記した。アメリカの宗教社会学者ロバート・ニーリー・ベラーは1976年の文献において、人間性回復運動や超越瞑想のようなグループについて、それらは一時的な例外はあるけれども集団がメンバーシップ制でないこと、そして教祖が組織リーダーというよりカリスマ的ヒーラーもしくは教師と見られることが多いという点から、一般的に言って、セクトというよりはカルトとして見られるものだろうと分析している。イギリスの宗教社会学者ブライアン・R・ウィルソンは1982年の著作において、新大陸で誕生した諸団体 と並んで、超越瞑想をセクト主義運動として分析している。
フランスではセクトと呼ばれる運動に含まれている。オウム真理教事件に驚愕したフランスでは、事件の翌年1995年にフランス議会が「セクト調査委員会」を設置し（宗教研究家は参加していない）、1996年「フランスのセクト」という議会報告書が公表された。172の団体が挙げられており、超越瞑想が含まれていた。（中野毅は、この一連の政治的キャンペーンで「セクト」と断定された団体は、いずれもが正統派キリスト教会と異なる新宗教であり、反セクト運動や反セクト法の制定はナショナリズムが背景にあり、非フランス的な文化を極力排除しようとする文化ナショナリズムの一変形であると指摘している。）ロシアでは、ロシア正教会主教会議決定「偽キリスト教セクト、新異教主義、オカルティズムについて」（1994年12月）で問題視する宗教団体が挙げられたが、これには超越瞑想が含まれていた。ドイツでは、国の報告書で「若者宗教｣ ないし「若者セクト」と呼ばれ、心身への危険性が国民に向けて示され(1980年）、その正統性が裁判で争われた。アメリカのシカゴにあったカルトを監視する市民団体カルト・アウェアネス・ネットワーク（CAN:Cult Awareness Network)は、超越瞑想の動きを追跡していた（カルト・アウェアネス・ネットワークは行き過ぎた活動で知られ、キリスト教新宗派のペンテコステ派信者から提訴され、懲罰的賠償金110万ドルが科せられて1996年に破産している。）アメリカでは超越瞑想は宗教であるという判決が出されており、直接政治に参加することはできない。

### 裁判

#### ドイツの超越瞑想事件
ドイツでは、青少年・家族・健康のための連邦大臣が、1979年12月に「若者宗教(Jugendreligionen)｣ ないし「若者セクト (Jugendsekten)｣ に関する報告書を連邦議会の請願委員会に提出し、翌年「ドイツ連邦共和国における若者宗教」というタイトルで出版した。この報告書には、「超越瞑想 (Transzendentale Meditation)｣ 運動に関して、超越瞑想は瞑想者に精神的障害をもたらす可能性があり、超越瞑想の教師らはそのような障害に対処するための十分な専門教育を受けていないという記載があった。ドイツにおいて超越瞑想を普及させる団体やその教師らは同年提訴し、控訴審裁判所では超越瞑想側が勝訴したが、連邦行政裁判所（1989年5月23日判決43)は、原告ら(超越瞑想側）の請求には理由がないという判決を下した。この判決では、超越瞑想を若者宗教ないし若者セクトと呼ぶこと自体は、超越瞑想支持者の基本権の制約には当たらず、控訴審裁判所により認定された事実関係は、超越瞑想が精神的障害をもたらし得るという発言を正当化するものであるとしている。

#### アメリカの公教育への導入
アメリカでは、超越瞑想のテクニックとその理論面である「創造的知性の科学」の教育がニュージャージー州の一部の公立学校へ導入されたことがあるが、一部保護者などが政教分離の原則に反するとして提訴している。裁判所は、1979年に上記のコースは宗教的なものであり、それは宗教および宗教的概念を増長する効果を持つと判断し、州と超越瞑想側が敗訴している。大石眞は、これは政府とカルト（出典ママ）が同じ側に立っためずらしい事例であると述べている。州も超越瞑想側も上告していない。

## 研究と調査
マハリシ財団が設立した大学を中心に、多くの研究が行われてきた。超越瞑想は、最も幅広い領域で実践され、研究が行われている瞑想法の一つである。1970年に、超越瞑想の関する最初の研究が「サイエンス」に掲載されて以来、ストレスと不安感、血圧、医療費、脳機能、知性・創造性・学習能力、人格、寿命、依存症 に関する350以上の超越瞑想の研究論文が科学誌に掲載されている。
科学的根拠に基づくことが主張されている が、研究は支持者によるものが中心で、その研究方法と結果の妥当性には疑問があると指摘されている。これまでの研究は、研究者と超越瞑想の組織とのつながりや超越瞑想に有利な意見を持つ被験者の選択などの高いバイアスのリスクを含み、低品質であったため、瞑想が健康に効果があるかどうかを明言することはできない。 心身への良い効果の可能性が示される反面、1980年のドイツの報告書 のように、副作用、リスクを指摘する意見もある。超越瞑想の研究を初期から行っていたハーバード大学心身医学研究所所長のハーバート・ベンソン（1935 - )は、自分たちは1日10分か20分のリラクセーション反応を行った人で、幻覚などの副作用を見たことはないと述べている。ほとんどの個別のシステマティックレビューでは、リラクセーション法や健康教育以上の健康への利点を見出すことはできない。

### 初期の研究
超越瞑想に関する最初の研究は、UCLAとハーバード大学で行われ、その論文は1970年と1971年に「サイエンス」と「アメリカン・ジャーナル・オブ・フィジオロジー」に掲載された。
ハーバート・ベンソンは、1968年に超越瞑想の修行者たちが、ハーバード大学医学部の実験室を訪ね、自分たちは超越瞑想で血圧を下げられるから研究してほしいと繰り返し要請したことから血圧に関する研究が始まったと述べている。アメリカ社会で異端な文化と考えられていたグループと関わることは気が進まなかったが、この超越瞑想の研究が自分のリラクセーション反応研究の端緒であり、いまでは彼ら瞑想者の協力にとても感謝しているという。

### リラクセーション反応の研究
ハーバート・ベンソンは、超越瞑想の修行者の度重なる要請を受け、全面協力を得て研究を行っていた。そして何年かの研究の結果、超越瞑想中に起こる様々な身体変化が、闘争・逃走反応と反対の統合された反応で、超越瞑想だけにみられるものではないという考えが固まっていった。彼は「ハーバード大学のソーンダイク記念研究室での実験では、どんな音、句、祈り、マントラを使って瞑想しても、超越瞑想中に見られたのと同じ身体変化がもたらされることを明らかにしました」と述べている。その身体変化とは、酸素消費量の減少、二酸化炭素の排出の減少、呼吸数の低下で、基本的にリラクセーション反応に必要な要素を用いていれば、超越瞑想に限られず、昔の方法でも現代の方法でも、どんな集中技法を使ったかは関係なく、同じ身体変化がもたらされると結論付けている。

### ストレスに関する研究
アメリカ合衆国保健福祉省医療研究品質庁の2014年（平成26年）のシステマティックレビューとメタアナリシスでは、超越瞑想のようなマントラ瞑想法が、心理的ストレスの軽減や幸福の改善に効果がある証拠は見つけられなかった。

### 心的外傷後ストレス障害（PTSD）に関する研究
トラウマ性のストレスを抱えるコンゴの戦争難民を対象に、米陸軍医療隊ブライアン・リース大佐（医師）が超越瞑想の効果を調べる研究を行い、その研究結果がトラウマ性ストレス・ジャーナル（2013年4月号）に掲載された。彼の研究論文によると、コンゴの内戦を逃れて、ウガンダ難民キャンプに住む42人の戦争難民が、超越瞑想を学んで30日後に、心的外傷後ストレスの症状が大幅に改善したことが確認された、としている。

### 心血管疾患に関する研究
心臓発作、狭心症、脳卒中を含む心血管疾患（CVD）の主な原因はストレスであるため、超越瞑想はストレスを低減させる役に立つと考えた研究者が、心血管疾患の予防に役立つのではないかという観点から研究を行ってきた。医学論文のシステマティック・レビューを行なう国際的団体コクラン共同計画が作成するコクラン・レビューは、2014年に心血管疾患（CVD）の予防法としての超越瞑想の有効性の検証について、超越瞑想の科学論文には「深刻なバイアスのリスク」が見られ数が限られているので、心血管疾患に有効であるか結論づけることはできないとされた。 具体的には、Cochrane Central Register of Controlled Trials（CENTRAL）（2013年第10号）、MEDLINE（Ovid）（1946年～2013年11月第3週）、AE Classic and EMBASE（Ovid）（1947年～2013年第48週）、ISI Web of Science（1970年～2013年11月28日）、Database of Abstracts of Reviews of Effects (DARE) and Health Technology Assessment Database and Health Economics Evaluations Database（2013年11月）、Allied and complementary Medicine Database（AMED）（初回～2014年1月）、IndMed（初回～2014年1月）の論文を検証した。コクラン・レビューの選択基準を満たしていた試験は4件だけで、すべて追跡期間は3ヶ月と短く、小規模で、全般的に重大なバイアスのリスクがあり、アウトカムは血圧だけしか報告されていなかった。示された結果は限定的で、現在のエビデンスは限られており、それぞれの試験の間には大きな違い、特に参加者にかなりのバラツキがあるためデータを統合することはできず、心血管疾患の主要な予防法としての超越瞑想の有効性について結論は出せない、より大規模で期間の長い質の高い試験が必要である、と述べている。

#### 高血圧に関する研究
闘争・逃走反応が過度に引き起こされると、高血圧症などの病気を誘発し、心臓病や脳卒中などの致死性の病気になることがある。ハーバート・ベンソンが高血圧の人を対象に行った研究では、80人以上のグループから降圧剤の量が変化しなかった人と最初から使っていなかった人を対象に観察を行い、統計学的に優位な血圧の低下を確認した。しかし超越瞑想は彼らを治療したわけではなく、血圧の低下は超越瞑想を定期的に練習していた間に限られ、定期練習を止めた人は4週間以内に元の高血圧のレベルに戻った。これは高血圧患者を対象にリラクセーション反応を定期的に起こす実験をした最初の研究で、高血圧症や高血圧状態の治療に新しい可能性を示した。
『アメリカン・ジャーナル・オブ・ハイパーテンション』（2004年4月号）に掲載された研究論文によると、ジョージア医科大学付属ジョージア予防研究所の生理学者ヴァーノン・Ａ・バーンズ博士は、超越瞑想を学んだ黒人の学生156人の血圧を8カ月間にわたって計測した結果、彼らの血圧は順調に低下していき、低下した状態で安定する傾向が見られると報告した。
2013年に、アメリカ心臓協会は、様々な種類の瞑想法やリラクセーション法を対象にした最新の臨床試験を検討し、「血圧を下げる代替的アプローチ」と題する報告書を発表した。高血圧の治療法として、他の運動や機器の誘導を用いた呼吸法の方がより効果的でより良い臨床データがあるとはいえ、超越瞑想も検討できるだろうと述べた。 その報告書の中で、瞑想法の中では血圧を下げる効果がある可能性が確認されたのは超越瞑想だけであり（超越瞑想の評価：クラス IIb, 証拠レベルB）、その他の瞑想法は推奨するための科学的証拠が十分ではない（他の手法の評価：クラスIII、証拠レベルＣ）と述べられていた。
2015年のシステマティックレビューとメタアナリシスでは、研究の根底にバイアスの危険があり、より優れた研究デザインによるより良い研究が必要とされているとはいえ、対照実験で血圧を下げる効果がある可能性が見られた。

#### 心臓病に関する研究
アメリカ心臓協会が発行する雑誌『循環：心血管の質と成果』（2012年11月14日）に掲載された研究によると、心臓病の症状をもつアフリカ系アメリカ人の被験者のうち、超越瞑想を5.4年間実践した人は、健康教育のクラスに参加した人と比較して、心臓発作や脳卒中を起こしたり、死亡する可能性が48パーセント低いという結果が示された。この研究は、アメリカ国立衛生研究所から助成金を受けて10年間にわたって行われてきたもので、約200人の患者が被験者として参加している。

### 偏頭痛に関する研究
ハーバート・ベンソンとボストンの頭痛協会のジョン・R・グラハム、ヘレン・P・クレムチャックの共同研究では、重度の偏頭痛に縄まされる17人の患者のうち、超越瞑想によるリラクセーション反応を定期的に行って症状が良くなったのは3人で、1人は悪化、13人は頭痛の回数も薬の量も変化しなかった。

### 薬物使用・飲酒・喫煙に関する研究
超越瞑想の指導者になる訓練を受けている人で、定期練習を3か月以上行っている人2000人を対象とした研究では、超越瞑想によるリラクセーション反応で、薬物の使用量が少なくなったという結果が出ている。ハーバート・ベンソン、R・K・ワレス、C・ダール、D・F・クックの共同研究では、アンケートで超越瞑想を始める6か月前に比べて、約半数がLSDを使用しており、433人がLSDを1か月に1回から3回、もしくはそれ以上使用する中度か重度の常習者だったが、瞑想を初めて3か月後にはLSDの使用者は233人に、22か月後には97％がLSDの利用を止めていた。マリファナか覚醒剤は、超越瞑想を始める6か月前には1450人以上の78％の参加者が使用しており、うち28％が1日1回以上利用する重度常習者だったが、超越瞑想の練習を始めた6か月後には、マリファナの利用者は37％に低下した。定期練習12か月後にはマリファナ利用者は12％になり、残りは1名を除き軽度の常習者になった。ほかのメスカリン・ペイヨーテ・STD・DMTといった幻覚剤、覚せい剤、鎮静剤の使用も減少した。また瞑想の定期練習前は参加者の60％が強い酒を飲み、うち4％が1日1回以上強い酒を飲む重度の飲酒を行っていたが、瞑想を初めて21か月後には、強い酒を飲む人は約25％に、重度の飲酒者は0.1％になった。瞑想を始める前は約47％の参加者が喫煙をし、27％が1日1パック以上吸う重度の喫煙者だったが、瞑想を初めて21か月後には喫煙者は16％に、重度の喫煙者は5.8％になった。これらの結果は予備的で比較対象がないが、リラクセーション反応の利用で飲酒と喫煙が減少したことが示されている。ただし、研究対象が研究が始まる以前から積極的に瞑想に関心を持っていた人、始めることを決めていた人に限られているため、瞑想を始めたがあきらめて薬物に逆戻りした人が何人いたかはわからず、参加者はみな超越瞑想の指導者を目指していたため、もともと研究に大きな興味を持っており、これが結果の解釈をゆがめるバイアスとして働いた可能性はある。また時間をさかのぼって行う「後ろ向き」研究であったため、誇張して思い出したり、実際の使用量とは違っていた可能性もある。
そのため、ハーバート・ベンソンとカンザス大学のメイナード・W・シェリーは、マサチューセッツ州とミシガン州の中学校を対象に、匿名で薬物濫用を始めてから研究が終了するまでの習慣を記録し続ける大規模調査を行った。定期的に超越瞑想の練習を行った生徒は薬物の使用量が少なく、前回の研究結果を肯定するものであったが、中学生たちに超越瞑想は不評であり、超越瞑想を学ぶことに同意した数千人の生徒のうち、実際に学んだ生徒は36名、定期的な実践者は6名であった。ベンソンは、おそらく別のリラクセーション反応を行った方が、彼ら中学生の生活には合っており、もっと簡単に受け入れて練習してくれるだろうと述べている。

### 医療費の削減に関する統計的調査
経営学の博士号を持ち、医療費削減方法を研究している在野の研究者であるロバート・E・ヘロン博士は、2011年に"American Journal of Health Promotion"誌で、医療費削減に関する研究を発表した。その研究論文によると、高額の医療費を負担している人々が、超越瞑想を平均5年間実践した結果、医師に支払う診察料が28パーセント減少した。この研究の統計学的な有意性（統計結果が偶然このようになる確率）は、0.1%（p=0.001）程度である。

### 他の瞑想法との違い
それぞれの瞑想法の違いを調べるために、瞑想中の脳波を研究したマハリシ経営大学のフレッド・トラヴィス博士は、「意識と認知ジャーナル（The journal Consciousness and Cognition）2010年12月号」で、集中する方法、観察する方法、超越瞑想を行っているときには、異なる脳波が現れるという研究論文を発表している。集中する方法ではベータ波（アルファー波より速い脳波）とガンマ波 が現れ、観察する方法ではシータ波（アルファー波より遅い脳波。浅い睡眠中に見られる）が現れるという。そして、超越瞑想を行っているときには、アルファー波（安静閉眼時に高くなる）が現れると説明している。
普及団体は、古典的な二つの瞑想法は、一般的に習得するまでに比較的長い期間の実習が必要であるとし、超越瞑想は学んですぐに実習できるようになると主張している。超越瞑想とADHDの研究を行うサリナ・グロスワルド博士は、超越瞑想は簡易で心をコントロールする必要もないので、そうしたことの苦手なADHD（注意欠陥・多動性障害）の子供達でさえも習得できると述べている。

### マハリシ効果
超越瞑想を行うことで、社会によい影響を与えるという主張がある。超越瞑想やヨーガのフライング（空中浮遊）、TMシディプログラムを行い超越する時には、瞑想者の意識の内側だけでなく周りの人たちの内側も活性化し、実際に観測できる変化があるという。超越瞑想では、超越瞑想の会員が増えれば、会員個人の心身の健康だけでなく、地上が楽園化する「社会変革」の一助になると信じられている。1960年代にマハリシは、「ある都市または国家のわずか1％以上（ヨーガのフライングを含むTMシディプログラムの場合ルート1％以上）の人たちが規則的に超越することで、その社会のなかに測定できる効果が現れる」という予測をたて、、「マハリシ効果」と命名した。マハリシは1975年に、純粋な創造的知性のエネルギーを下層に持つエネルギー波によって宇宙が構築されているという信念に基づいて「マハリシ効果」の発見を発表し、「悟りの時代の夜明け」を宣言した。地球規模のマハリシ効果で東西冷戦が終結し、国際テロや戦争の減少、アメリカのインフレ率と犯罪率の減少などの効果が観測されたとしている。
しかしジェームズ・ランディは、マハリシ国際大学に雇われていたという物理学博士ロバート・ラビノフによる、アイオワ州フェアフィールドにあるマハリシ大学付近の穀物生産を増加させた、犯罪や事故の減少に関与していたなどの研究データについて、フェアチャイルド警察署、アイオワ農業局、陸運局に問い合わせた結果、データは捏造であったと指摘している。一方超越瞑想の団体は、マハリシ効果の研究は20件以上発表されており、権威ある研究雑誌には最高水準の論文しか掲載されないため、十分な信頼性があると主張している。超越瞑想の普及団体では、超越瞑想を普及させて世界によい影響を及ぼすことが目指され、学校や会社、警察官や刑務所の受刑者の社会復帰として実施され、目標の実現が目指されている。
マハリシ大学科学技術・政策研究所のジョン・ヘーゲリン（ジョン・ハグリン）は、マハリシ効果に関する研究で1994年にイグノーベル賞の平和賞を受賞している。（参考・イグノーベル賞受賞者の一覧#1994年）

## 導入事例
気軽にできるストレス解消・能力開発法として、世界中の学校、企業、軍隊、刑務所などで採用されている。

### 学校

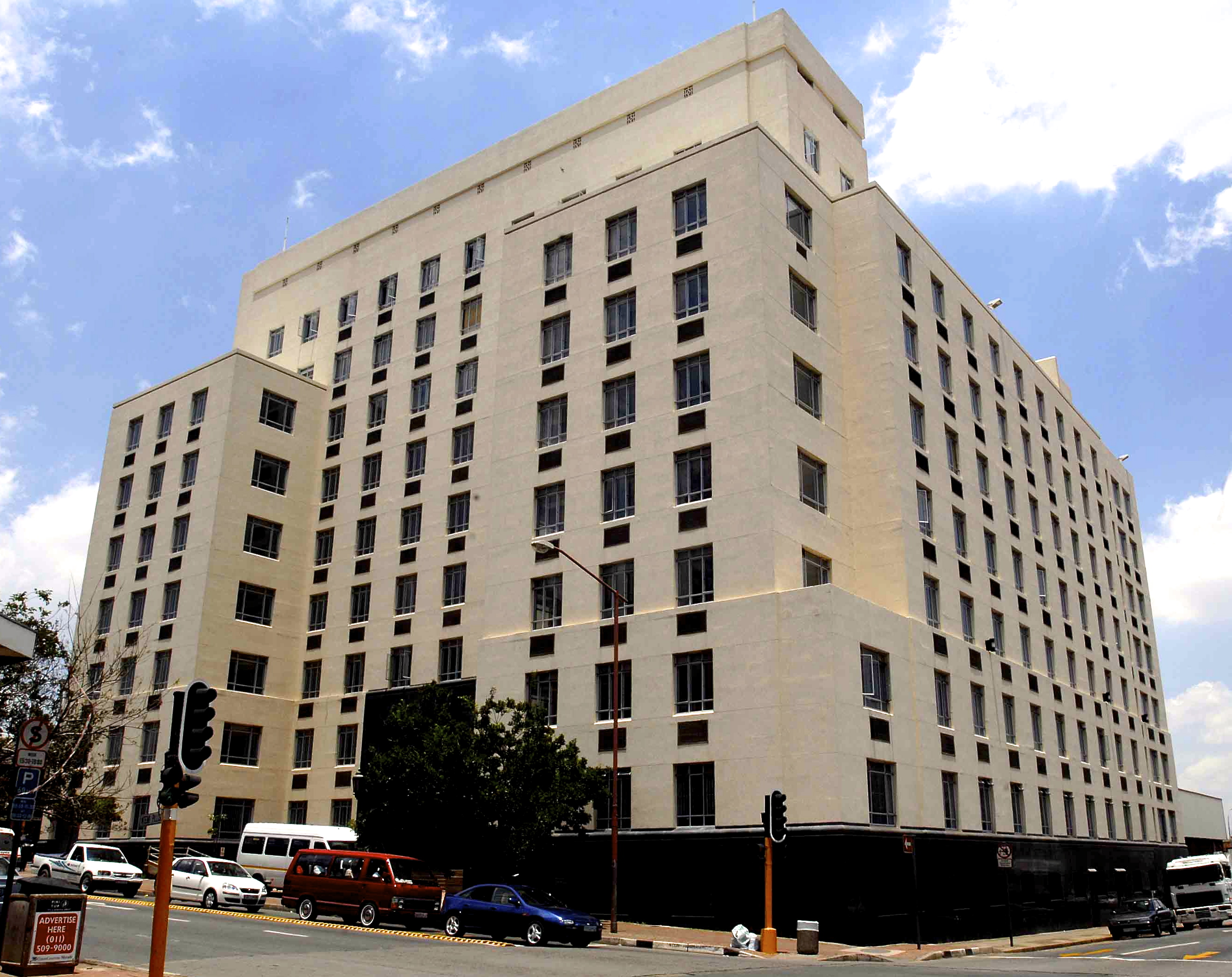
超越瞑想を取り入れている南アフリカ・ヨハネスブルグの大学

超越瞑想は「静寂の時間プログラム」として、主にアメリカや南米の一部の学校で取り入れられている。このプログラムは、教室で学生と教師が10〜15分間、超越瞑想を行い、静寂を体験するものである。精神科医のノーマン・E・ローゼンタール医師は、自著の中で、超越瞑想が世界中の学校で取り入れられている理由は、授業の前に瞑想を行うと、子供達の落ち着きが増し、授業に対する集中力が増すからだと説明している。
しかし、超越瞑想の学校導入に対しては賛否両論がある。超越瞑想の採用に否定的な人たちは、超越瞑想には宗教的な要素があるため公教育への導入は政教分離の原則に反すると主張しており、1979年にはその是非が裁判で争われている。（参考・#裁判）超越瞑想に対して様々な見解があるが、アメリカでは子供たちが瞑想を行う場合、親の許可が必要とされている。アメリカでは18の学校で行われているが、公立校の場合、デヴィッド・リンチ財団などの民間資金で自由参加のプログラムとして提供されている。また、超越瞑想の団体が設立した学校やフリースクールでも実施されている。

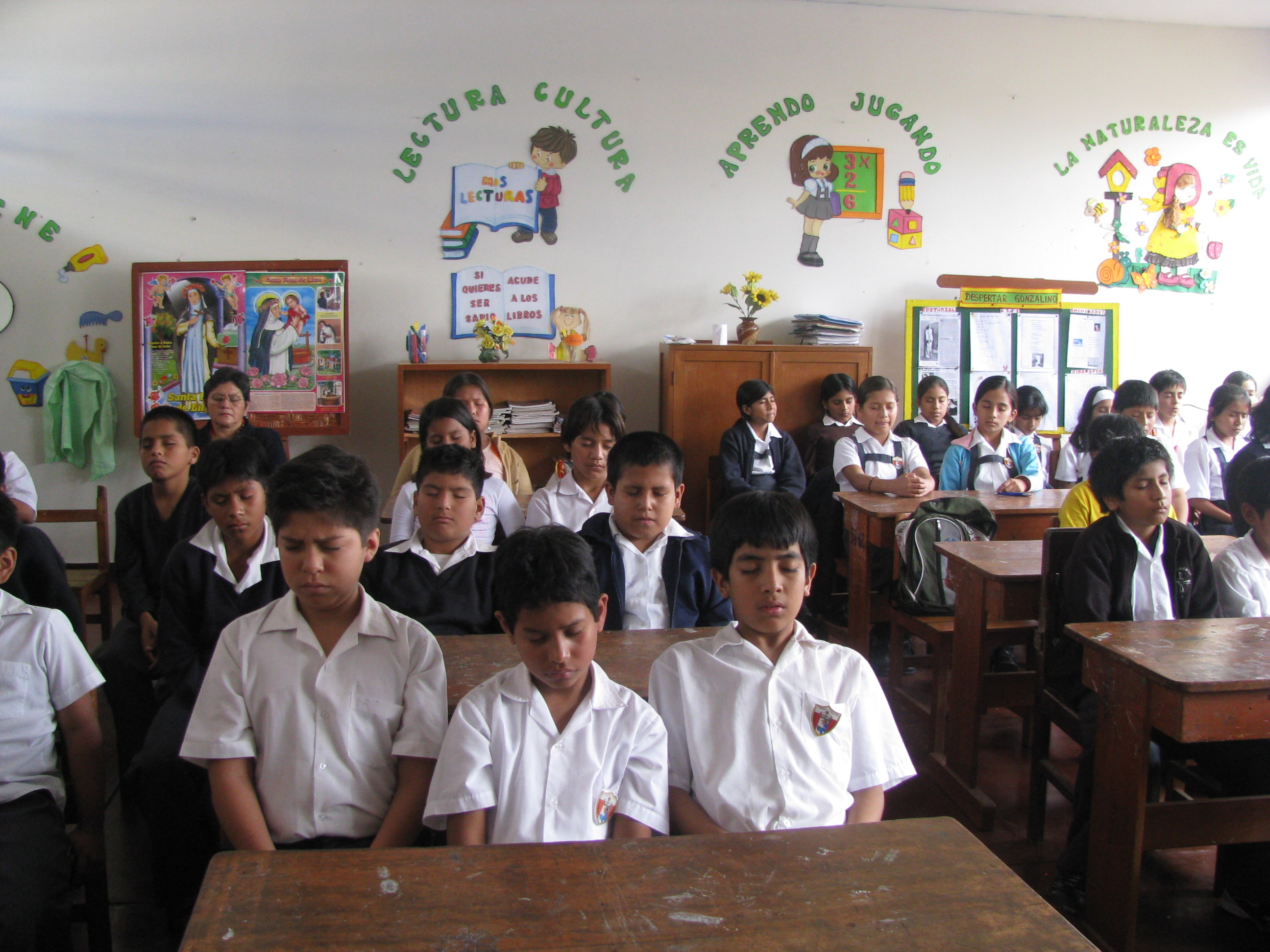
超越瞑想を行っているペルーの学校の生徒達

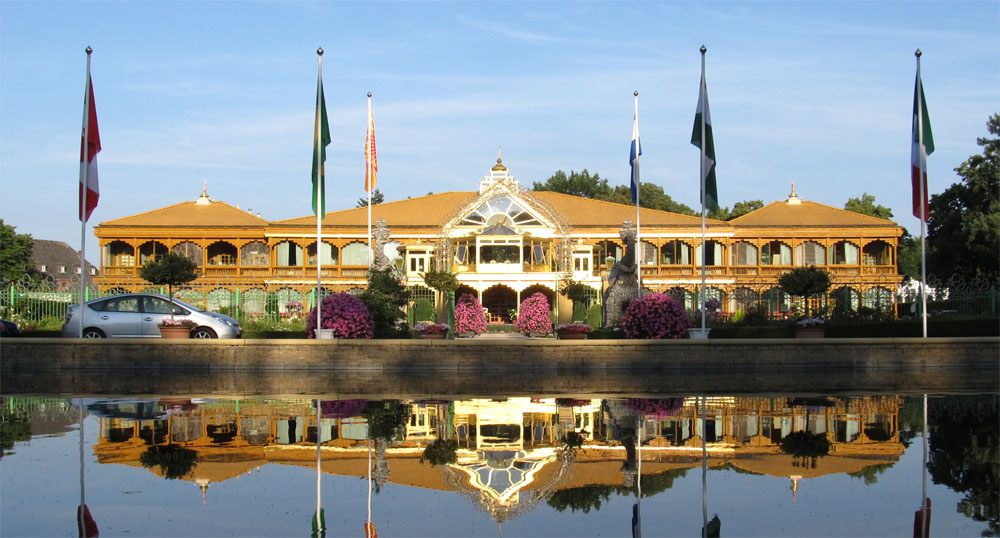
超越瞑想の普及・研究を行うマハリシ・ヨーロッパ研究大学（Maharishi European Research University：MERU) 、オランダ、フロドロップ

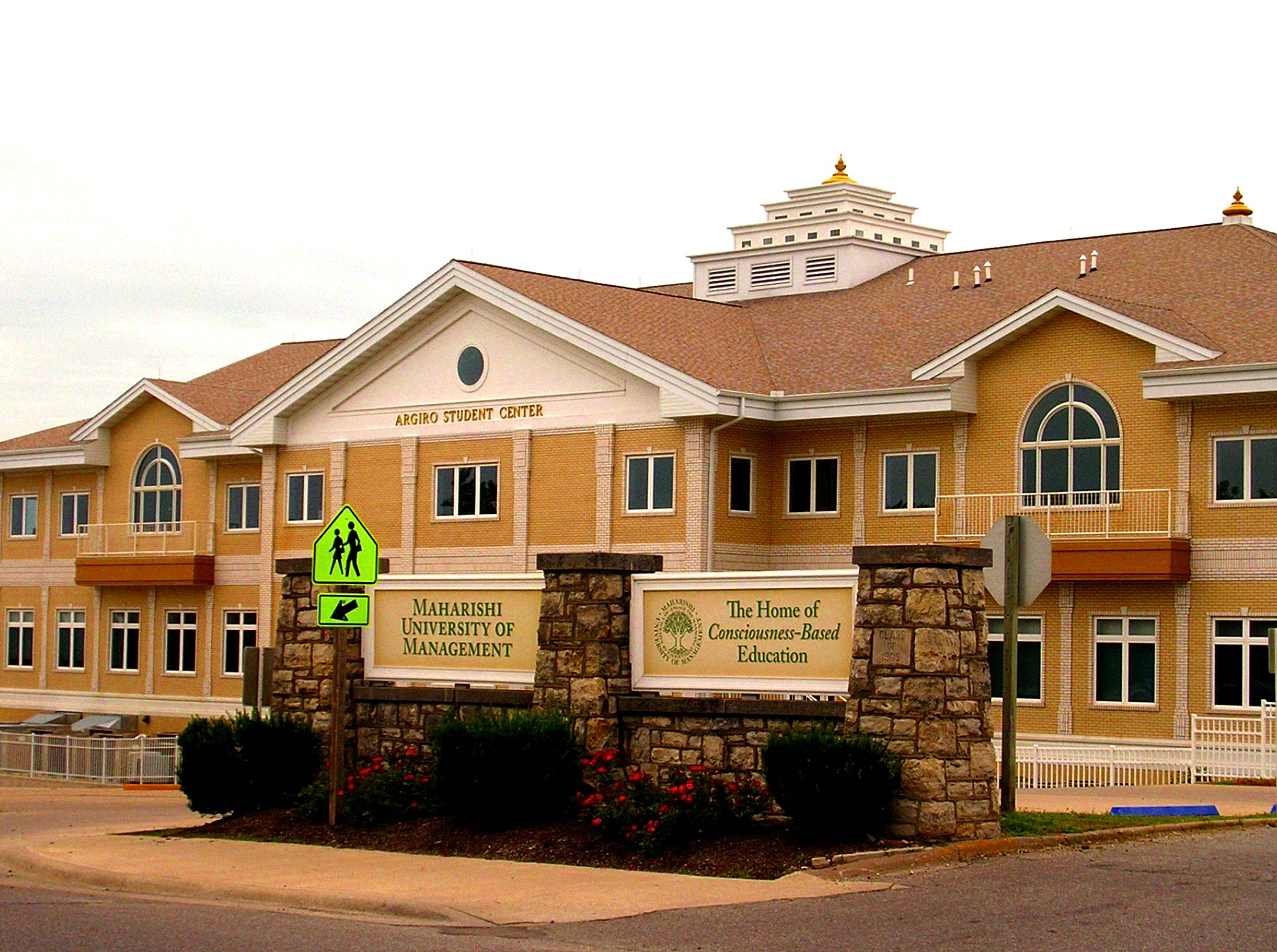
アメリカのマハリシ経営大学の学生センター（アイオワ州フェアフィールド）

アメリカでは1994年に、ワシントンDCのフレッチャー・ジョンソン教育センター（学生数1500人）が、カリキュラムの一部に「静寂の時間プログラム」を採用した。2012年には、映像の力で教育現場の変革をめざすジョージ・ルーカス教育財団は、超越瞑想を取り入れているサンフランシスコのビジテーションバレー中学校のビデオを制作し、超越瞑想採用後に授業の出席率が上がり、停学率が下がったという研究結果を紹介している。カリフォルニア大学バークレー校のデビッド・カープ公共政策教授は、サンフランシスコのヴィジテーション・ヴァレー中学校では、出席率・テストの平均点が向上し、サンフランシスコで最も高い幸福のレベルを記録したと報告している。
イギリスでは、超越瞑想を取り入れている英国ランカシャー州スケルマズデールにある「マハリシ・スクール」が、2011年に英国教育省からフリースクールとして認可された。
インドでは現在、インドの118の都市に超越瞑想の団体による148の学校があり、合計で約100,000人の生徒と5,500人の教職員が、カリキュラムの一環として超越瞑想を行っている
超越瞑想の学校導入を支援しているデヴィッド・リンチ財団によると、ブラジル、ペルー、ボリビア、ベトナム、ネパール、北アイルランド、ガーナ、ケニア、南アフリカ、イスラエルの学校に、超越瞑想を取り入れるための資金援助を行っているという。

### 企業
超越瞑想は、アメリカやインドの企業で活用されてきた。
日本には1970年代に伝わっていたが、本格的に紹介されたのは80年代で、最初に紹介したメディアは、1985年の『日本経済新聞』の連載コラム「サラリーマン」だったといわれる。同年、加藤修一と船井幸雄監修で、PHP研究所の「PHPビジネスライブラリー」シリーズから、一般向け書籍としては初めて、マハリシ総合研究所 著『超瞑想法 ＴＭの奇跡　「第四の意識」であなたは変わる』が刊行された。初見健一は、こうしたマーケティングから「日本でも「TM」は最初から財界・政界のいわゆる「勝ち組」向けの「瞑想」としてセッティングされていたことは一目瞭然だ。アメリカ本国のセレブたちの最新トレンドの並行輸入という形で普及した、というか、普及が目論見られていたのだろう。」と述べている。船井幸雄は船井総合研究所の会長で、精神世界の一大派閥を形成した人物で、超越瞑想の実践者であり、マハリシ総合研究所とも深い関わりがあると言われる（牧師・著作家の尾形守は、船井の精神世界のマーケティング手法に超越瞑想が影響を与えた可能性を指摘している）。船井は、奇跡が起こるのは、人間が宇宙意識のレベルと同調した純粋意識 = 変性意識の状態になった時だとして、その状態に入り、経営者に必要な直感力を得るための実践方法として瞑想をあげて推奨した。アメリカのニューソート の影響を受けた稲盛和夫率いる京セラで、効率アップやメンタルヘルス対策に管理職中心に導入され、京セラで実績を積んだ後、トヨタ自動車、住友重機械工業、NECと法人顧客を拡大した。超越瞑想実践者の藤井義彦によれば、これまでに日本でも100以上の企業がメンタルヘルスの一環として超越瞑想を導入しているという。日本では、バブル崩壊や、超越瞑想と同じく瞑想、ヨガ、空中浮揚を行ったオウム真理教による一連の事件の影響で、企業の瞑想研修は下火になった。
2000年代には、ジェネラル・モーターズやIBM、レイ・ダリオのブリッジウォーター・アソシエイツが、従業員のために超越瞑想のコース費用を補助していた。

### 刑務所
超越瞑想は1979年に初めて、カリフォルニアのフォルサム刑務所やサンクエンティン刑務所の受刑者に提供され、アメリカの25の刑務所や矯正教育施設で採用されてきた。アフリカ西部のセネガル共和国では、1985年から1987年にかけて、34の刑務所で11,000の受刑者、900人の看守が超越瞑想の指導を受けた。最近では、ドミニカ国の刑務所などで超越瞑想が取り入れられているという。

### 軍隊・警察
アフリカ南東部のモザンビーク共和国の第2代大統領ジョアキン・アルベルト・シサノは、 1992年に超越瞑想を学び、1万6千人の兵士と、3万人の市民が超越瞑想の指導を受けた。当時の防衛大臣トビアス・ダイは、マハリシ効果で犯罪が減少し、経済成長率が予想よりも3倍も高まったと語っている。
また、1985年には、ベトナム帰還兵に対する「小規模な予備的研究」として、アメリカの軍隊に初めて超越瞑想が採用された。2010年にも、ジョージタウン大学とコロラド大学が行った研究の一部として、PTSD（心的外傷後ストレス症候群）を患う兵士たちに超越瞑想の指導が行われた。アメリカ国防総省は、PTSDに対する超越瞑想の効果をさらに調査するために、マハリシ経営大学の研究所とサンディエゴ復員軍人援護局の医療センターに240万ドルの助成金を交付している。2015年には、ストレス管理のためにブラジルのリオデジャネイロの警察官400人が超越瞑想を学んでいる。

### 宗教
超越瞑想の実践は信仰を必要としないという見解もあり、様々な宗教団体に所属する人々が実践している。
宗教者が子どもに提供する例もある。南米コロンビアのカトリック教のガブリエル・メジア神父は、ストリートチルドレンのために47の施設を作り、そこに住む数千人の子供達に超越瞑想を教えている。

## 関連組織

### 国際マハリシグループ
1958年設立、国際本部はオランダ。世界中に教育センター・大学・研究所・健康センターなどを設立している。日本では1974年に設立されたマハリシ総合研究所が超越瞑想の普及を行っており、主要都市にセンターがある。
マハリシ財団、マハリシ・ヴェーダ教育開発社（Maharishi Vedic Education Development Corporation）などの超越瞑想を普及・教育する組織、創造的知性の科学国際財団（International Foundation for the Science of Creative Intelligence）・Maharishi Development Corporation などの企業に超越瞑想を提供する組織、マハリシ経営大学(Maharishi University of Management)・マハリシ公開大学(Maharishi Open University)などの教育機関、超越瞑想を始めとするマハリシの教えを普及するための出版社（MUMプレス）、テレビ局（KSCI）、ラジオ局（KHOE）、衛星テレビチャンネル（マハリシチャンネル）、アーユルヴェーダ製品で北米最大といわれたマハリシ・アーユルヴェーダ・プロダクツ・インターナショナル（MAPI）などのマハリシ・アーユルヴェーダ製品を製造・販売する会社、太陽光発電の会社、住宅ローンを提供する金融機関、地上の楽園化を目指す不動産デベロッパーのマハリシ・ヘブン・オン・アース・ディベロップメント（地上天国開発株式会社）がある。建設された地上天国の家は非常に高額だったため、幻滅し他のグルに鞍替えする信者もいた。1980年代にマハリシ共同開発を通して超越瞑想に関わった企業の中には、あまりに高額な請求をされたため訴えたところもある。
マハリシ財団は、1985年には「マハリシ・アーユルヴェーダ予防医学センター(Maharishi Ayurveda Prevention Center)」をヨーロッパ各地に設立し、超瞑想を中心にマハリシ・アーユルヴェーダなどのマハリシ・ヴェーダ健康法、インドの叡智の普及を目指し、世界的なネットワークを形成している。マハリシ財団はアーユルヴェーダ関連製品の開発も行っており、健康商品、美容商品の販売も広く手がけている。超越瞑想は、日本にはマハリシ・アーユルヴェーダと共にアメリカから導入された。マハリシ総合教育研究所では、超越瞑想の実践によって発達するより高次の意識状態を系統だって学ぶ講座、マハリシ・アーユルヴェーダ、マハリシ・ヴァーストゥ（ヴァーストゥ・シャーストラ、インド風水）などのヒンズー教（バラモン教）の聖典ヴェーダ、マハリシ・ジョーティシュ（インド占星術）の講座も共に行われている。

### 世界平和のグローバルカントリー

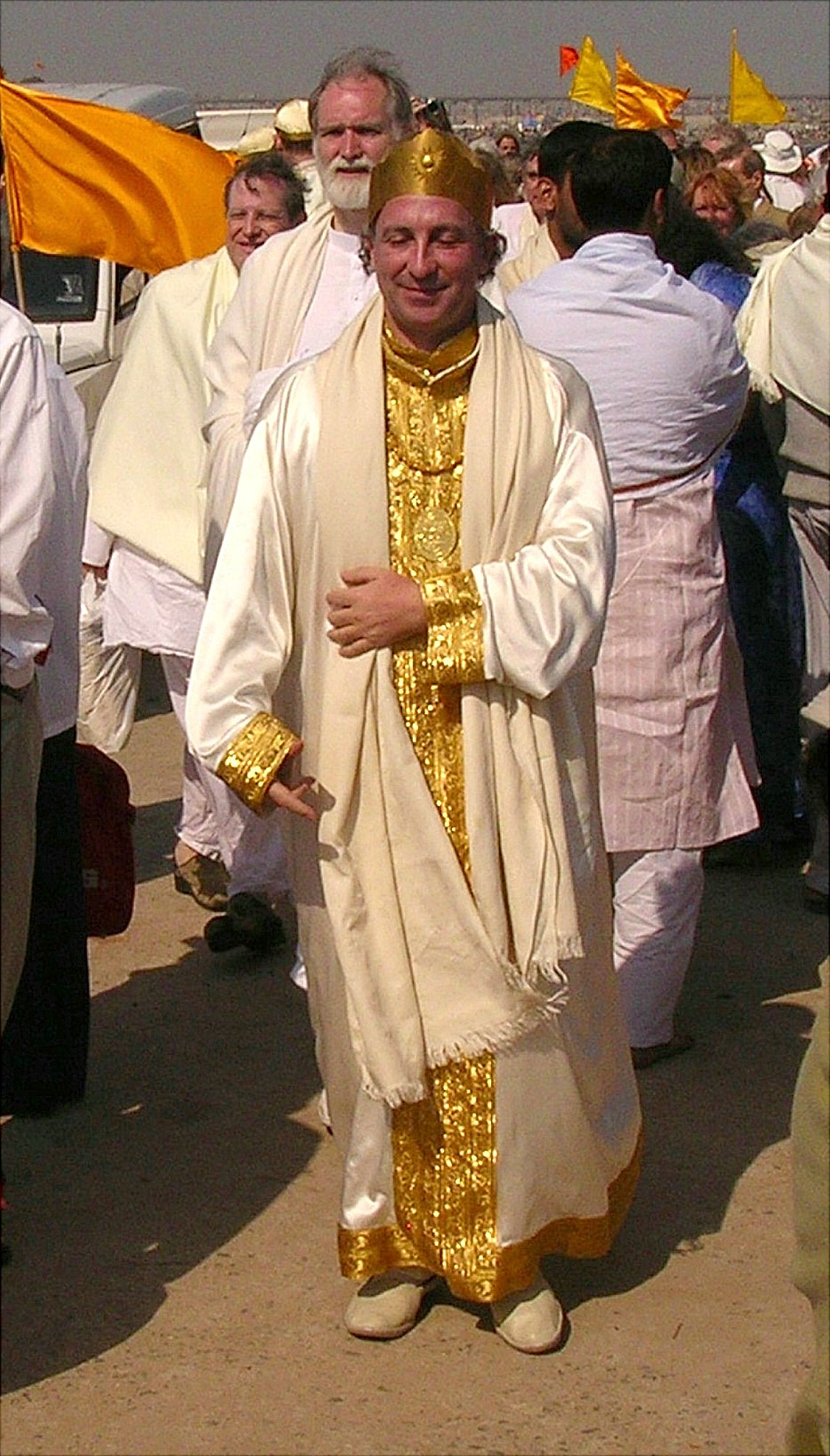
初代国王ラージャ・ナーダー・ラームことトニー・ネイダー

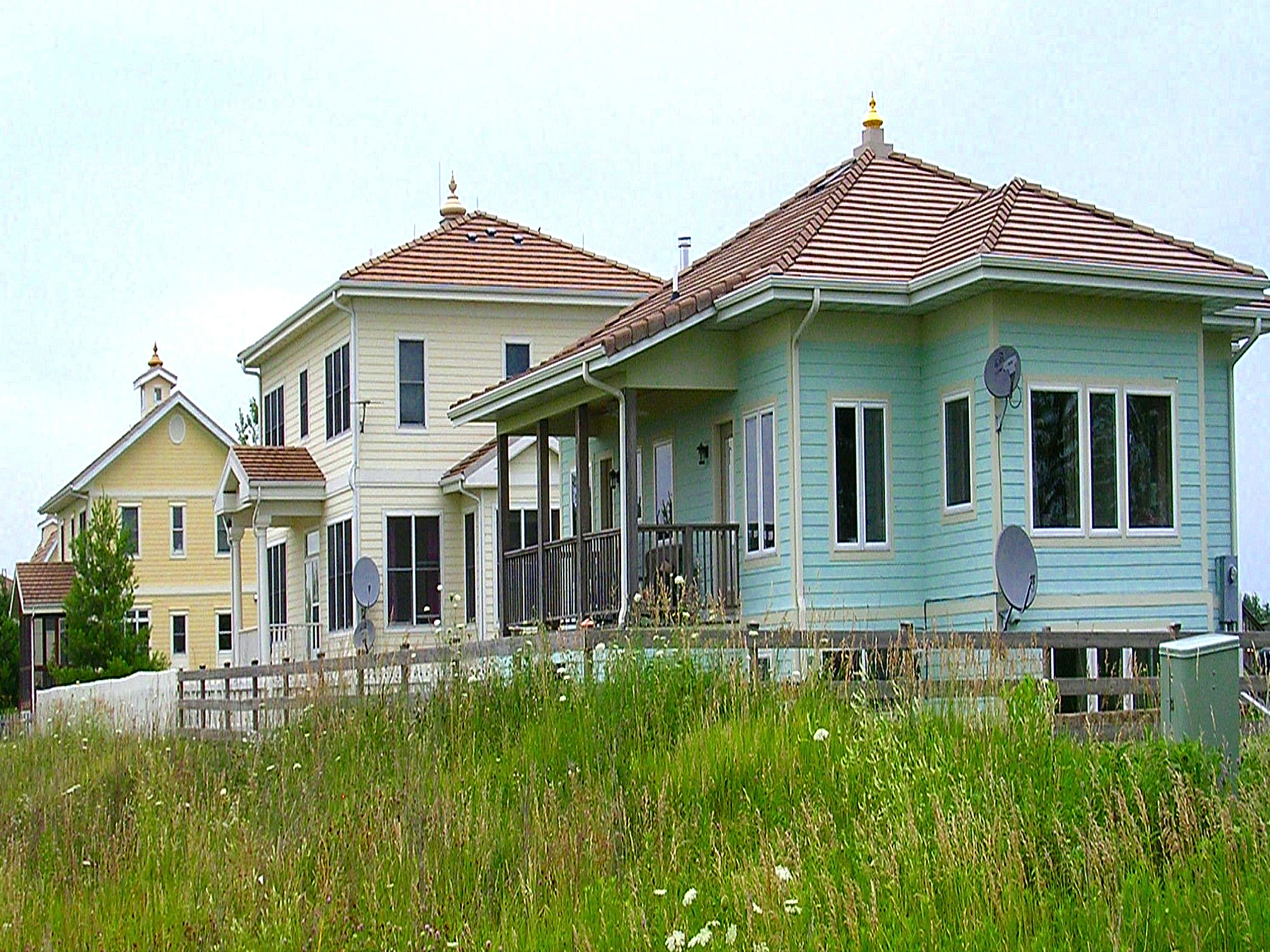
マハリシ・ヴァスートゥ（インド風水）を用いて建てられたマハリシ・ヴェーディック・シティの家々

マハリシ・マヘーシュ・ヨーギーが2000年に設立した世界平和のグローバルカントリー（Global Country of World Peace、地球的世界平和の国）は、アメリカにミクロネーションの建設を試み、レバノン人の生理学・医学博士トニー・ネイダー（現・マハリシ公開大学の学長）が初代国王ラージャ・ナーダー・ラームとして即位し、独自通貨ラームを発行していた。現在このミクロネーションは、アイオア州に組み込まれマハリシ・ヴェーディック・シティとなっている。マハリシ総合教育研究所は、すべてのTM教師は「世界平和のグローバルカントリー」に所属していると述べている。

### 自然法党

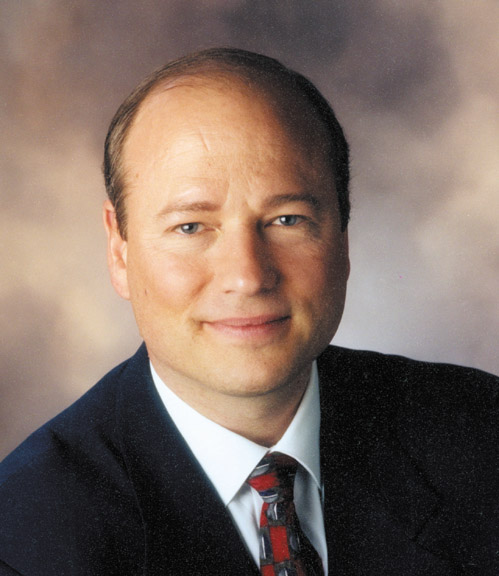
ジョン・ヘーゲリン

1992年にアメリカで、超越瞑想の思想の影響下にある政党・自然法党が設立され、物理学者のジョン・ヘーゲリンが数度大統領候補として擁立された。アメリカの自然法党はマハリシ国際大学とアイオア州のマハリシ・ヴェーディック・シティを基盤としているが、自然法党は超越瞑想とは無関係であると述べている。

### デヴィッド・リンチ財団
2005年に、映画監督のデヴィッド・リンチは、学校で超越瞑想を教える資金を集めるために財団を設立した。それ以来、多くの著名人がデヴィッド・リンチ財団の支援を行っている。例えば、超越瞑想を退役軍人に教える基金を募る2010年12月のチャリティーイベントでは、映画監督のクリント・イーストウッド とマーティン・スコセッシ が支援を表明するビデオメッセージを送った。また、俳優のヒュー・ジャックマンは、2013年にデヴィッド・リンチ財団のチャリティーイベントに参加している。ミュージシャンのケイティ・ペリーも、2011年に超越瞑想を学び、ツイッターでデヴィッド・リンチ財団の支援を呼びかけたことがある。

### その他
アメリカの超越瞑想者の都市マハリシ・ヴェーディック・シティ、オランダのSidhadorp、イスラエルのハラリットなどの集落、超越瞑想のコミュニティ・プルシャなどがある。

## 実践者

### ビートルズとビーチボーイズ
1967年に、ビートルズやビーチボーイズのメンバーが、マハリシ・マヘーシュ・ヨーギーから超越瞑想を学んだことで、超越瞑想の名は全世界に知られるようになった。その後、ビートルズはマハリシと訣別したと報道され、ジョージ・ハリスンはクリシュナ意識国際協会の創設者A・C・バクティヴェーダンタ・スワミ・プラブパーダの運動に加わった。1992年にジョージ・ハリスンはロンドンでTM運動を支援するためにチャリティコンサートを行い、2009年にはポール・マッカートニーと、リンゴ・スターが、100万人の子供達に超越瞑想を教えるためのチャリティーコンサートを行っている。ジョン・レノンとオノ・ヨーコの息子ショーン・レノンも超越瞑想を行っている。2012年にバンド結成50周年を迎えたビーチボーイズのメンバーも超越瞑想を続けている。

### その他
政治家では、英国の元外務大臣ウィリアム・ヘイグ、副首相ニック・クレッグ がいる。ブラジル初の女性大統領ジルマ・ルセフ、南米コロンビア大統領のフアン・マヌエル・サントスも超越瞑想の実践者として知られている。
超越瞑想を学ぶファッション関係者が急増しているという意見もあり、モデルのミランダ・カー、ジゼル・ブンチェン、ラケル・ジマーマンが超越瞑想を行っているという。

## 英語版ウィキペディアにおける論争とその帰結
医師で英語版ウィキペディアの管理者のひとりジェームズ・ハイルマンは、同僚に超越瞑想のページにある、超越瞑想には健康について無視できない利益があるという文章を確かめるように求められ、文献を調べた。その結果、その主張を裏付ける証拠はないと判断し、記述を削除した。削除した記述は、超越瞑想を支持する編集者によってすぐに戻された。彼らが使っていた出典は、すべて超越瞑想運動の綱領と連動した研究で、彼らは自らを科学者と考えていた。ハイルマンは超越瞑想を新宗教と見なしており、「自分自身の真実、伝統的な科学の方法に沿った真実」のために数年間戦った。この論争は一般の編集者の興味を引くものではなく、ハイルマンは二度の一般投票で超越瞑想陣営の編集者たちに数で負け、さらに上の権威である裁定委員会にこの問題を2度持ち込んだが、ここでは問題の真偽の判断は行われず、問われるのは礼儀のみであり、ハイルマンの考えは通らなかった。彼は最終的に、超越瞑想陣営の執筆者たちに根負けし、降参したが、現在（2014年時点）も超越瞑想のページの姿勢に不快感を抱いているという。ハイルマンは超越瞑想陣営の編集者たちについて、「不満をあらわにしたりしないで、いつも定められた通りにふるまっています。ページに自分の見方を、何年もかけて、穏やかに、静かに押しつけた、礼儀正しい、良心的な編集者です。総じて宗教はそうですが、辛抱強く、心理学もよく理解しています」と述べている。